# Anse Réunion Football Club
Maillots
L'Anse Réunion Football Club est un club de football seychellois basé à Anse Réunion.

## Palmarès
- Championnat des Seychelles
  - Champion en 2006

- Coupe des Seychelles
  - Vainqueur en 2002 et 2012
  - Finaliste en 2004, 2005 et 2007

- Coupe de la Ligue seychelloise
  - Vainqueur en 2007

## Joueur notable
- Zablon Amanaka

1. ↑  Seuls les principaux titres en compétitions officielles sont indiqués ici.